# Patrick Harand
Patrick Harand (* 15. März 1984 in Wien) ist ein ehemaliger österreichischer Eishockeyspieler, der über viele Jahre für den EC KAC, die EC Graz 99ers, EC Red Bull Salzburg und Vienna Capitals in der österreichischen Eishockey-Liga aktiv war. Seit seinem Karriereende 2020 arbeitet er als Trainer. 

## Karriere

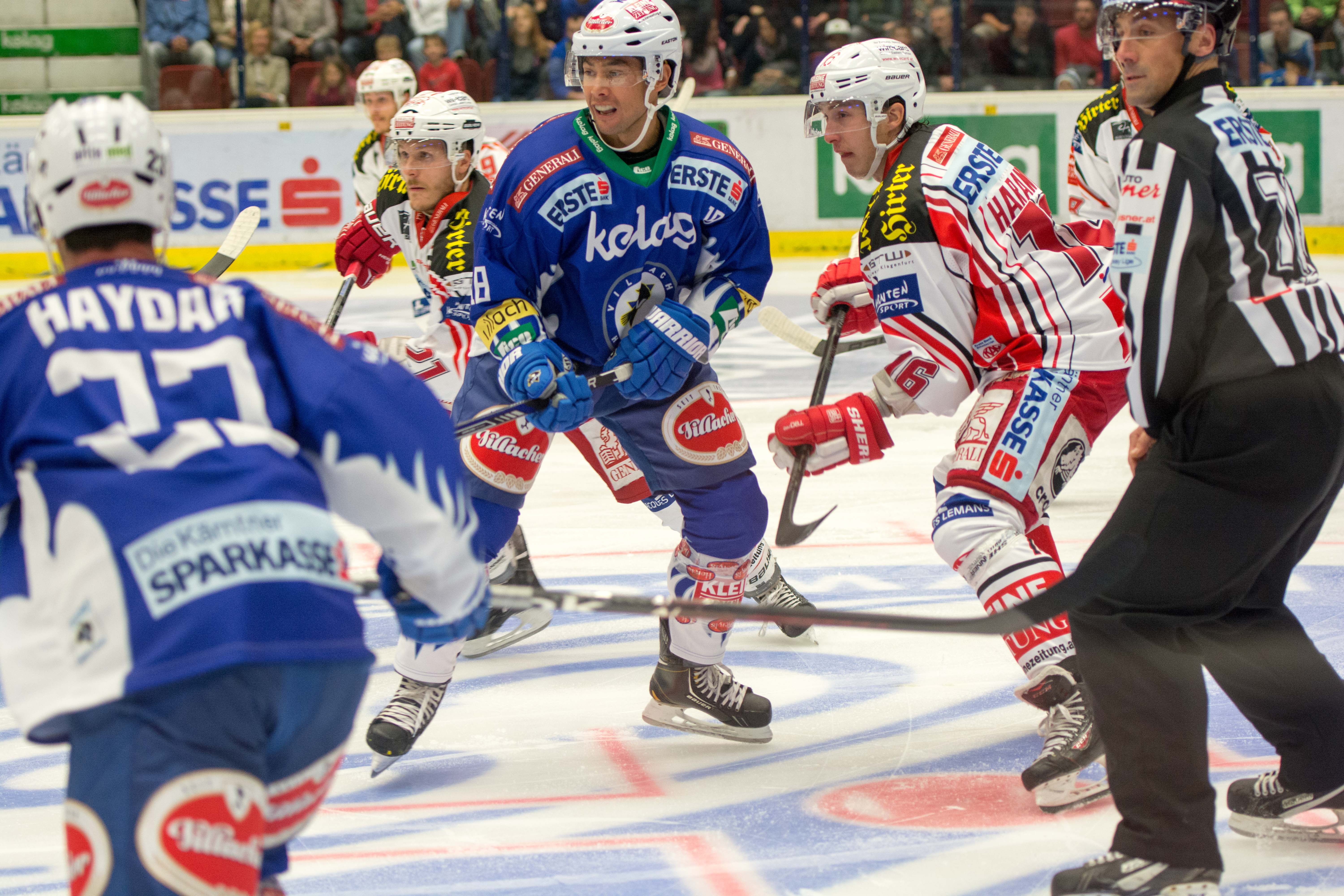
Jason Krog (li.) und Patrick Harand (re.)

Harand, der aus der Jugend des Wiener Eislöwen-Vereins stammt, gab schon mit 17 Jahren sein Debüt in der Saison 1999/2000 beim EHC Lustenau in der höchsten Österreichischen Eishockey-Liga. Er durchlief alle Juniorennationalteams in Österreich. In der Saison 2001/2002 wechselte er für drei Jahre zu den Vienna Capitals, mit denen er Österreichischer Meister wurde. Es folgten fünf Saisons beim EC Red Bull Salzburg, mit denen er zwei Meistertitel gewann. Bis heute ist er mit 275 Einsätzen der Rekordspieler der Roten Bullen in der ÖEHL. Die Saison 2009/10 spielte Harand bei den Graz 99ers. Ab der Saison 2012/13 stand Harand beim EC KAC unter Vertrag. Mit den Klagenfurtern gewann er 2013 seinen dritten österreichischen Meistertitel.
2020 beendete er seine Karriere und wurde in den erweiterten Trainerstab der Graz 99ers aufgenommen. Im Dezember 2020 wurde Cheftrainer Doug Mason nach 11 Niederlagen aus 12 Spielen freigestellt und Harand als neuer Assistenztrainer dem Schweden Jens Gustafsson zur Seite gestellt. Seit Sommer 2021 arbeitet Harand als sportlicher Leiter im Nachwuchs der 99ers.

### International
Harand durchlief alle Juniorennationalteams in Österreich. Er nahm mit dem alpenländischen Nachwuchs an den U18-Weltmeisterschaften 2001 und 2002 in der Division I sowie an der U20-Weltmeisterschaft 2004 in der Top-Division teil.
Für die Herren-Nationalmannschaft, in der er am 7. November 2003 beim 1:1 gegen Italien im französischen Briançon debütiert hatte, spielte er 2005, 2007 und 2011 in der Top-Division. In der Division I stand er bei den Titelkämpfen 2010 und 2012, als jeweils der Aufstieg in die Top-Division gelang, auf dem Eis.

## Erfolge und Auszeichnungen
- 2007 Österreichischer Meister mit dem EC Red Bull Salzburg
- 2008 Österreichischer Meister mit dem EC Red Bull Salzburg
- 2010 Aufstieg in die Top-Division bei der Weltmeisterschaft der Division I, Gruppe A
- 2012 Aufstieg in die Top-Division bei der Weltmeisterschaft der Division I, Gruppe A
- 2013 Österreichischer Meister mit dem EC KAC
- 2019 Österreichischer Meister mit dem EC KAC

## Familie
Patrick Harand ist der Bruder von Christoph Harand, der ebenfalls Eishockeyprofi war.
Sein Vater ist Kurt Harand, ebenfalls ehemaliger Spieler des österreichischen Nationalteams, derzeitiger Co-Trainer und Co-Kommentator der Livespiele der österreichischen Eishockey Liga bei Sky.

## Karrierestatistik
(Legende zur Spielerstatistik: Sp oder GP = absolvierte Spiele; T oder G = erzielte Tore; V oder A = erzielte Assists; Pkt oder Pts = erzielte Scorerpunkte; SM oder PIM = erhaltene Strafminuten; +/− = Plus/Minus-Bilanz; PP = erzielte Überzahltore; SH = erzielte Unterzahltore; GW = erzielte Siegtore; 1 Play-downs/Relegation; Kursiv: Statistik nicht vollständig)